# Rødenes

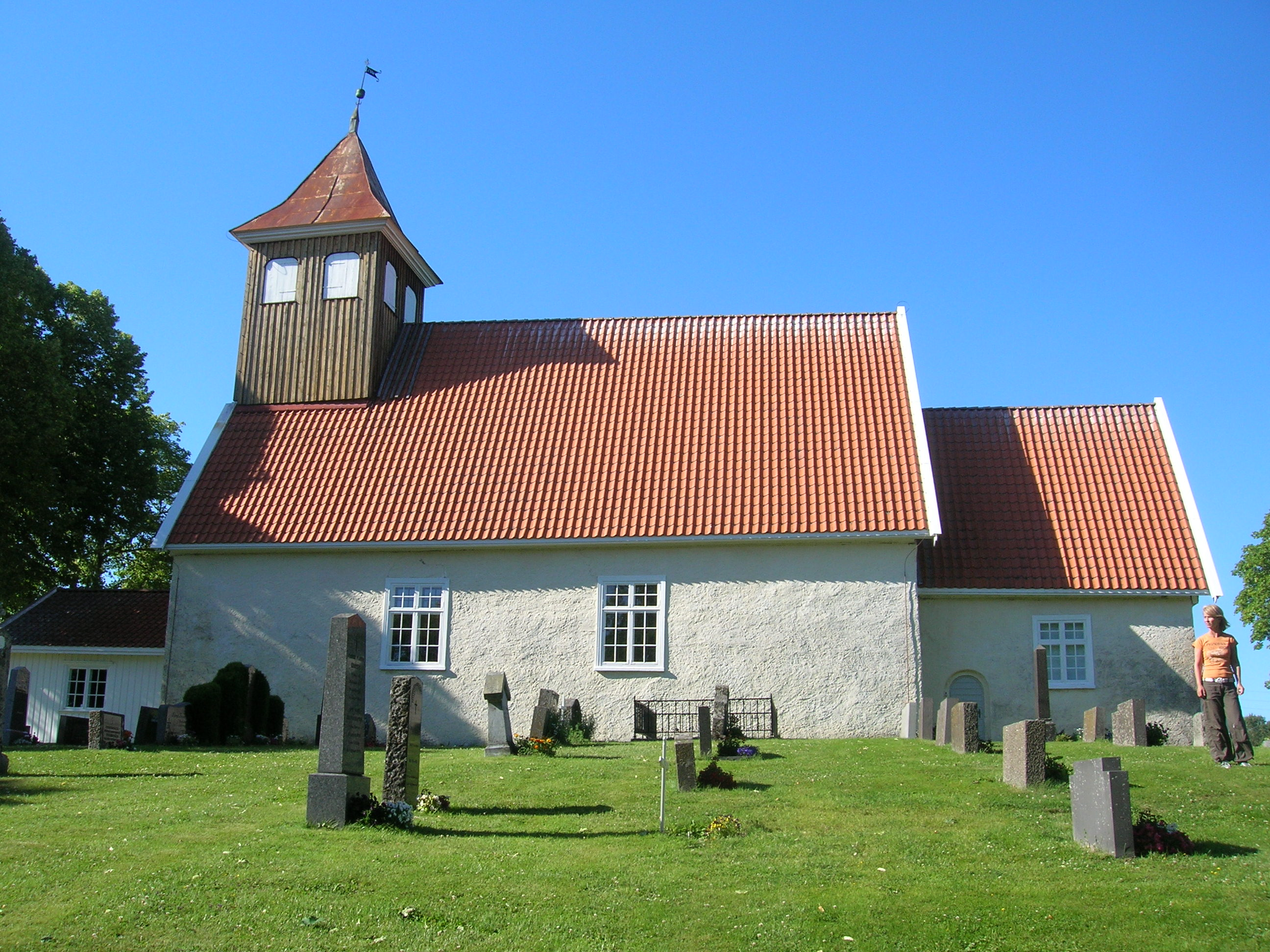
Chiesa di Rødenes

Rødenes è un ex comune della contea di Østfold, in Norvegia.
La parrocchia di Rødenæs fu istituita come comune il 1º gennaio 1838, quando entrò in vigore il provvedimento noto come formannskapsdistrikt. Il distretto di Rømskog fu separato da Rødenes come comune a sé stante il 1º gennaio 1902. La scissione lasciò Rødenes con una popolazione di 1.378 abitanti. Rødenes fu fusa con Øymark per formare il nuovo comune Marker il 1º gennaio 1964. Prima della fusione Rødenes aveva una popolazione di 1.314 abitanti.